# KBS 2TV 일일 드라마
KBS 2TV 일일 드라마는 KBS 2TV에서 매주 평일 오후 7시 50분에 방송 중인 드라마 프로그램이다.

## 개요
연속극 드라마 형식으로 방송 중이다.

## 방송 시간
- 현재 방송 시간은 2013년 8월 19일부터 기준으로 한다.

| 방송 채널 | 방송 기간                           | 방송 시간               |
| --------- | ----------------------------------- | ----------------------- |
| KBS 2TV   | 1981년 2월 2일 ~ 1981년 3월 6일     | 매주 평일 저녁 7시      |
| KBS 2TV   | 1981년 3월 9일 ~ 1981년 4월 3일     | 매주 평일 밤 9시        |
| KBS 2TV   | 1981년 4월 6일 ~ 1981년 9월 4일     | 매주 평일 밤 8시        |
| KBS 2TV   | 1981년 9월 8일 ~ 1981년 9월 11일    | 매주 평일 밤 9시 40분   |
| KBS 2TV   | 1981년 9월 14일 ~ 1982년 2월 12일   | 매주 평일 밤 9시 40분   |
| KBS 2TV   | 1982년 9월 20일 ~ 1985년 9월 13일   | 매주 평일 밤 9시 40분   |
| KBS 2TV   | 1981년 9월 7일 ~ 1981년 12월 27일   | 매주 평일 저녁 7시      |
| KBS 2TV   | 1986년 11월 3일 ~ 1987년 2월 27일   | 매주 평일 저녁 7시 45분 |
| KBS 2TV   | 1981년 12월 28일 ~ 1981년 12월 29일 | 매주 평일 밤 8시 40분   |
| KBS 2TV   | 1982년 2월 15일 ~ 1982년 9월 17일   | 매주 평일 밤 10시 35분  |
| KBS 2TV   | 1991년 10월 7일 ~ 1994년 2월 18일   | 매주 평일 밤 8시 55분   |
| KBS 2TV   | 1994년 2월 21일 ~ 1997년 5월 2일    | 매주 평일 밤 9시 20분   |
| KBS 2TV   | 1999년 5월 3일 ~ 2003년 6월 6일     | 매주 평일 밤 9시 20분   |
| KBS 2TV   | 2008년 6월 2일 ~ 2008년 10월 30일   | 매주 평일 저녁 7시 40분 |
| KBS 2TV   | 2013년 8월 19일 ~ 현재              | 매주 평일 저녁 7시 50분 |

## 프로그램 리스트
- 아래 드라마 프로그램들은 2003년 이전에 제작·방송했으며 부득이하게 일부 장면에서 흡연 장면·담배 소품이 노출될 수 있으며 시청자 여러분들의 양해를 바랍니다.
- 아래 드라마 프로그램들은 2002년 11월 이후 시청 가능 연령을 표시하는 드라마 프로그램 등급 제도를 의무적으로 시행하여 현재까지 이어지고 있습니다.
- 2017년 3월 1일부터 TV 프로그램 등급 표시 외에 주제, 폭력성, 선정성, 언어, 모방 위험 등 분류 사유 표시를 의무적으로 시행하고 있습니다.

### 1980년대

#### 오후 7시 ~ 8시대
- 《혼자 사는 여자》 : 1981년 2월 2일 ~ 1981년 4월 24일
- 《물망초》 : 1981년 4월 27일 ~ 1981년 9월 11일
- 《지금은 사랑할 때》 : 1981년 9월 7일 ~ 1981년 12월 29일
- 《천생연분》 : 1982년 1월 4일 ~ 1982년 9월 17일
- 《꽃가마》 : 1982년 9월 20일 ~ 1983년 3월 25일
- 《엄마는 바빠요》 : 1983년 3월 28일 ~ 1983년 11월 4일
- 《금남의 집》 : 1983년 11월 7일 ~ 1984년 10월 26일
- 《행복전쟁》 : 1984년 10월 29일 ~ 1985년 11월 1일
- 《즐거운 우리집》 : 1985년 11월 6일 ~ 1986년 10월 31일
- 《여보 미안해》 : 1986년 11월 3일 ~ 1987년 2월 27일

#### 오후 9시 ~ 10시대 (메인)
- 《무지개》 : 1981년 9월 14일 ~ 1981년 12월 29일
- 《꽃바람》 : 1982년 1월 4일 ~ 1982년 6월 25일
- 《세 자매》 : 1982년 6월 28일 ~ 1983년 2월 18일
- 《산유화》 : 1983년 2월 21일 ~ 9월 23일
- 《남매》 : 1983년 9월 26일 ~ 1984년 9월 7일 (KBS 1TV 아침 드라마에서 이동)
- 《가족》 : 1984년 9월 10일 ~ 1985년 9월 13일
- 《꽃반지》 : 1985년 9월 16일 ~ 1986년 5월 2일
- 《임이여 임일레라》 : 1986년 5월 5일 ~ 1987년 1월 30일
- 《사모곡》 : 1987년 2월 2일 ~ 1987년 11월 27일
- 《꼬치미》 : 1987년 11월 30일 ~ 1988년 7월 1일
- 《하늘아 하늘아》 : 1988년 7월 4일 ~ 1989년 3월 31일
- 《천명》 : 1989년 4월 3일 ~ 1989년 10월 6일

### 1990년대
- 《그리고 흔들리는 배》 : 1991년 10월 7일 ~ 1992년 2월 28일  (전체 기간 : 1991년 7월 29일 ~ 1992년 2월 28일) (KBS 2TV 아침 드라마에서 이동)
- 《해뜰날》 : 1992년 3월 2일 ~ 1992년 9월 11일
- 《가시나무 꽃》 : 1992년 9월 14일 ~ 1993년 5월 7일
- 《사랑은 못말려》 : 1993년 5월 10일 ~ 1993년 12월 31일
- 《밥을 태우는 여자》 : 1994년 1월 3일 ~ 1994년 6월 17일
- 《한쪽 눈을 감아요》 : 1994년 6월 20일 ~ 1994년 9월 30일
- 《그대에게 가는 길》 : 1994년 10월 3일 ~ 1995년 3월 31일
- 《좋은 남자 좋은 여자》 : 1995년 4월 3일 ~ 1995년 9월 15일
- 《내 사랑 유미》 : 1995년 9월 18일 ~ 1996년 2월 2일
- 《며느리 삼국지》 : 1996년 2월 5일 ~ 1996년 8월 16일
- 《원지동 블루스》 : 1996년 8월 19일 ~ 1996년 12월 6일
- 《오늘은 남동풍》 : 1996년 12월 9일 ~ 1997년 5월 2일

### 2000년대
- 《소설 목민심서》 : 2000년 5월 1일 ~ 2000년 7월 26일 (전체 방송 기간 : 2000년 5월 1일 ~ 2000년 10월 12일)
- 《여자는 왜?》 : 2001년 11월 5일 ~ 2002년 7월 12일
- 《결혼합시다》 : 2002년 7월 15일 ~ 2002년 12월 27일
- 《헬로! 발바리》 : 2003년 1월 1일 ~ 2003년 6월 6일
- 《돌아온 뚝배기》 : 2008년 6월 2일 ~ 2008년 10월 30일

### 2010년대
- 《루비반지》 : 2013년 8월 19일 ~ 2014년 1월 3일
- 《천상여자》 : 2014년 1월 6일 ~ 2014년 6월 2일
- 《뻐꾸기 둥지》 : 2014년 6월 3일 ~ 2014년 11월 7일
- 《달콤한 비밀》 : 2014년 11월 11일 ~ 2015년 4월 3일
- 《오늘부터 사랑해》 : 2015년 4월 6일 ~ 2015년 8월 28일
- 《다 잘될 거야》 : 2015년 8월 31일 ~ 2016년 1월 29일
- 《천상의 약속》 : 2016년 2월 1일 ~ 2016년 6월 24일
- 《여자의 비밀》 : 2016년 6월 27일 ~ 2016년 11월 25일
- 《다시, 첫사랑》 : 2016년 11월 28일 ~ 2017년 4월 21일
- 《이름 없는 여자》 : 2017년 4월 24일 ~ 2017년 9월 15일
- 《내 남자의 비밀》 : 2017년 9월 18일 ~ 2018년 2월 9일
- 《인형의 집》 : 2018년 2월 26일 ~ 2018년 7월 20일
- 《끝까지 사랑》 : 2018년 7월 23일 ~ 2018년 12월 31일
- 《왼손잡이 아내》 : 2019년 1월 2일 ~ 2019년 5월 31일
- 《태양의 계절》 : 2019년 6월 3일 ~ 2019년 11월 1일
- 《우아한 모녀》 : 2019년 11월 4일 ~ 2020년 3월 27일

### 2020년대
- 《위험한 약속》 : 2020년 3월 30일 ~ 2020년 8월 28일
- 《비밀의 남자》 : 2020년 9월 7일 ~ 2021년 2월 10일
- 《미스 몬테크리스토》 : 2021년 2월 15일 ~  2021년 7월 2일
- 《빨강구두》 : 2021년 7월 5일 ~ 2021년 12월 10일
- 《사랑의 꽈배기》 : 2021년 12월 13일 ~ 2022년 5월 20일
- 《황금가면》 : 2022년 5월 23일 ~ 2022년 10월 7일
- 《태풍의 신부》 : 2022년 10월 10일 ~ 2023년 3월 9일
- 《비밀의 여자》 : 2023년 3월 14일 ~ 2023년 8월 4일
- 《우아한 제국》 : 2023년 8월 7일 ~ 2024년 1월 19일
- 《피도 눈물도 없이》 : 2024년 1월 22일 ~ 2024년 6월 14일
- 《스캔들》 : 2024년 6월 17일 ~ 2024년 11월 29일
- 《신데렐라 게임》 : 2024년 12월 2일 ~ 2025년 4월 25일
- 《여왕의 집》 : 2025년 4월 28일 ~ 2025년 9월 19일
- 《친밀한 리플리》: 2025년 9윌 22일 ~ 현재

## 경쟁 프로그램
- KBS 1TV 일일 드라마
- MBC 일일 드라마
- SBS 일일 드라마(폐지)
- JTBC 일일 드라마(폐지)

## 같이 보기
| KBS 2TV 평일 프로그램 |               | |
| 이전                  | 일일 드라마   | 다음 |
| 2TV 생생정보          | 일일 드라마   | 박원숙의 같이 삽시다 (월요일) 셀럽병사의 비밀 (화요일) 슈퍼맨이 돌아왔다 (수요일) 옥탑방의 문제아들 (목요일) 신상출시 편스토랑 (금요일) |
| 오후 6시 35분         | 오후 7시 50분 | 오후 8시 30분 |
|                       |               | |